# Order Podwiązki
Wielce szlachetny Order Podwiązki (ang. The Most Noble Order of the Garter) – najwyższy order brytyjski i jeden z orderów domowych dynastii panującej; trzecie w hierarchii odznaczenie brytyjskie. Wyższe miejsce zajmują jedynie Krzyż Wiktorii oraz Krzyż Jerzego.

## Historia
Order ustanowiony został w 1348 przez króla Anglii Edwarda III z dynastii Plantagenetów jako zakon rycerski dla 24 towarzyszy rycerskich (Knights Companions). Oprócz nich i samego króla do orderu mogą należeć książęta krwi (jako Royal Knights Companions) i cudzoziemcy z tytułem Extra Knights lub Stranger Knights. Warunkiem członkostwa jest wyznawanie religii chrześcijańskiej, szlachectwo nie jest wymagane.
Jedna z legend o powstaniu Orderu Podwiązki głosi, że w czasie balu dworskiego, na którym był obecny Edward III, jedna z dam (wymienia się hrabinę Salisbury) zgubiła ku uciesze zebranych podwiązkę. Król pochylił się, podniósł podwiązkę i zawiązał ją na własnej nodze z uwagą „Honi soit qui mal y pense (Hańba temu, kto źle o tym myśli – do dziś dnia dewiza orderu), zrobię z niej najbardziej zaszczytną podwiązkę jaka kiedykolwiek istniała” i ustanowił order Podwiązki.
Nadanie orderu oznacza osobiste szlachectwo z tytułem Sir, posiadacze mogą do swego nazwiska dodać litery K.G. (Knight of the Garter). Kobietom odznaczonym orderem przysługuje tytuł Lady of the Garter (L.G.). Flagi i tarcze herbowe rycerzy (które odznaczeni muszą sami opłacić) zawieszane są w kaplicy orderu, St. George’s Chapel w zamku Windsor. Świętem orderu jest 23 kwietnia, dzień świętego Jerzego. W tym dniu rycerze są zobowiązani przywdziać uroczysty strój oraz Wielki Łańcuch orderu.
Order jest nadawany poddanym brytyjskim (poza książętami krwi), gdy zwolni się jedno z 24 miejsc w kapitule, cudzoziemskim (tylko koronowanym głowom państwa, uznanym monarchom) przy drugiej lub trzeciej wizycie państwowej, i to nie zawsze. Nadanie orderu następuje z inicjatywy panującego, premier nie ma prawa ingerować w sprawy nadań.

## Nadania
Od XIX wieku order jest również nadawany obcym monarchom wyznania niechrześcijańskiego. Otrzymali go: cesarze Japonii Mutsuhito w 1905, Yoshihito w 1912, Hirohito w 1929 (w 1941 odebrano mu order, ale przywrócono w 1981) i Akihito w 1998, szach Persji Mozaffar ad-Din Szah Kadżar w 1903 oraz sułtanowie tureccy Abdülmecid I w 1856 i Abdülaziz w 1867.
Spośród polskich monarchów Order Podwiązki otrzymali jedynie Kazimierz IV Jagiellończyk (1450) i Henryk III Walezy (1575), już jako król Francji.

## Insygnia
Główne insygnia to łańcuch orderowy, noszona na nim odznaka zwana The George oraz Podwiązka i gwiazda. Łańcuch jest ze złota i waży 30 uncji. Składa się z 24 emaliowanych na czerwono róż Tudorów, otoczonych niebieską „podwiązką” z dewizą orderu, i 24 złotych węzłów. The George to wykonana ze złota i emalii podobizna św. Jerzego na koniu, zabijającego smoka.
Podwiązka (opaska) orderu jest wykonana z błękitnego aksamitu i ozdobiona złotymi literami z dewizą oraz złotymi różami. Damy noszą ją na lewym ramieniu, zaś rycerze pod kolanem lewej nogi. Gwiazda jest ośmiopromienna i brylantowana, w swym centrum posiada medalion z czerwonym krzyżem greckim, otoczony błękitną „podwiązką” z dewizą orderową.
Przy mniej uroczystych okazjach noszony jest tzw. Lesser George – owalny nieemaliowany złoty medalion z podobizną św. Jerzego zabijającego smoka, otoczony dewizą i zawieszony na ciemnobłękitnej wstędze (z lewego ramienia na prawy bok), oraz gwiazda orderowa.
Wszelkie insygnia podlegają zwrotowi do Kancelarii Orderu po śmierci posiadacza (łańcuch z The George i gwiazdę powinien osobiście złożyć na ręce suwerena najbliższy krewny zmarłego w linii męskiej), stąd nigdy (oprócz opaski) nie pojawiły się na rynku kolekcjonerskim.